# Ямбурзьке нафтогазоконденсатне родовище
Ямбурзьке газове родовище — одне з найбільших у світі, входить до Західно-Сибірської нафтогазоносної провінції. Ямбург розташований за 67-й паралеллю, на Тазовському півострові, в субарктичній зоні Ямало-Ненецького автономного округу, РФ.

## Історія
Відкрите 1969 року.

## Характеристика
Глибина залягання покладів 1004…3700 м. Первинні запаси 5,2 трлн м3.

## Розробка
Видачу продукції родовища здійснюють потужні газотранспортні системи Ямбург – Тула, «Прогрес», Ямбург – Єлець, Ямбург – Поволжя. Також існує перемичка Ямбург – Уренгой із сусіднім (так само унікальним) Уренгойським родовищем.
Видача конденсату відбувається по трубопроводу Ямбург – Уренгой.